# شرق ماليزيا
شرق ماليزيا (بالملايوية: Malaysia Timur)‏ تُعرف ماليزيا الشرقية أيضًا بـ "ولايات بورنيو" أو "بورنيو الماليزية"، وهي جزء من ماليزيا يقع على جزيرة بورنيو، ثالث أكبر جزيرة في العالم، وعلى مقربة منها. تتكون ماليزيا الشرقية من ولايات صباح وسراوق والمنطقة الفيدرالية لابوان. وتضم سراواق أيضًا منطقتين معزولتين تتبعان دولة بروناي الصغيرة والمستقلة. تقع منطقة كليمنتان، وهي الجزء الاندونيسي من بورنيو، إلى الجنوب والجنوب الشرقي. تقع ماليزيا الشرقية إلى الشرق من شبه الجزيرة الماليزية (المعروفة أيضًا باسم ولايات الملايو)، وهي جزء من البلاد يقع على شبه جزيرة الملايو. ويفصل بينهما بحر الصين الجنوبي.
ماليزيا الشرقية أقل اكتظاظًا بالسكان ولديها مستوطنات متطورة أقل من ماليزيا الغربية. في حين تضم ماليزيا الغربية المدن الرئيسية في البلاد (كوالالمبور وجوهور بهرو وجورج تاون)، فإن ماليزيا الشرقية أكبر بكثير وتحتوي على موارد طبيعية أكثر بكثير، ولا سيما احتياطيات النفط والغاز. وفي إطار النمط الإقليمي العام، يقتصر وضع المدينة على عدد قليل من المستوطنات، بما في ذلك كوتشينغ وكوتا كينابالو وميري. وتصنف العديد من المستوطنات المهمة الأخرى وبلدات، بما في ذلك العديد منها التي يزيد عدد سكانها عن 100 ألف نسمة. وتضم ماليزيا الشرقية جزءًا كبيرًا من غابات الأراضي المنخفضة في بورنيو المتنوعة بيولوجيًا وغابات الجبال البورنية.